# 빨간 마스크
빨간 마스크 또는 입 찢어진 여자(일본어: 口裂け女, くちさけおんな)는 일본의 도시전설로 1979년 봄부터 여름 사이에 일본 전역에서 유행했다. 1993년, 2004년경에 주기적으로 유행하여, 학생들 사이에서 화제가 되기도 하였다. 빨간 마스크는 본인이 예쁘냐고 묻는데, 이때 예쁘다고 이야기하든 그렇지 않다고 하든 결국 상대방을 살해한다고 알려져 있다. 그 밖에도 빨간 마스크의 신체적 특징이나 살아날 수 있는 대응 방법 등이 알려졌다.

## 내용
얼굴을 가리는 마스크를 쓴 젊은 여자가 학교에서 집으로 돌아가는 아이를 붙잡고 “나, 예쁘니?(わたし、きれい?)” 라고 묻는다. 아이가 예쁘다(きれい)고 대답하면 여자는 마스크를 벗고 "…… 이래도 예뻐……?(……これでも……？)"라고 한번 더 묻는다. 여자의 입은 귓가까지 찢어져 있다. 이때 아이가 예쁘지 않다(きれいじゃない)고 하면 그 자리에서 낫(날이 선 가위인 경우도 있다)으로 베어 죽이고, 예쁘다(きれい)고 하면 너도 예쁘게 해줄게 라며 아이의 입을 찢어 버린다.
혈액형에 따라 입을찢는다는 설도 있다. a형은 웃는만큼, b형은 볼까지, ab형은 얼굴피부를 찢고, 0형은 귀밑까지 찢는다고 한다.

## 변형

### 흉기
흉기는 긴 가위나 식칼, 낫, 손도끼, 도끼, 메스 등 여러 날붙이를 가지고 있다고 한다. 도시에서는 사람이 많아 흉기를 숨겨야 하기 때문에 가위나 낫이나 메스 등을 사용하고, 도시에 비해 사람이 적은 시골에서는 흉기를 숨길 필요성이 낮아 식칼이나 손도끼, 도끼 등 파괴력이 강한 흉기를 선호하는 듯하다. 이가 130개라서 아이를 물어 죽이는 것도 쉽다고 한다.

### 신체적 능력
100미터를 2초(6초설도 있다)에 주파할 정도로 빠르며, 경찰 오토바이를 앞질렀다는 설도 있다. 나막신을 신고도 빠른 속력을 낼 수 있다.
키에 관해서는 여러 설이 있는데, 2미터를 넘는다고도 한다. 몸은 대체로 호리호리하며 말랐다고 한다.

### 기타 특징
빨간 마스크를 포함해 세 자매가 있었는데 두 언니가 빨간마스크가 너무 예뻐서 시샘하여 빨간마스크의 입을 찢음, 또 성형 수술도 중 포마드냄새때문에 얼굴을 돌려 입이찢어진 썰도 있다고 한다.

### 살해당하지 않으려면
1978년 도쿄에서 유포된 내용에서는 살해 당하지 않으려면 “보통(ふつう)”이라고 대답할 수밖에 없다고 한다. 2000년경 다시 초등학생들 사이에 소문이 돌아, 살해 당하지 않으려면 “그저 그래요(まあまあです)”라고 대답해 여자가 골똘히 생각하고 있을 때 도망치면 된다고 전해진다.
무사히 도망치는 방법 중 가장 널리 알려진 것은 가락엿(べっこう飴)과 포마드이다. 입 찢어진 여자가 설탕 사탕을 좋아해 설탕 사탕을 주면 여자가 먹는 데 열중한 틈을 타 도망친다. 또한 계피사탕을 주면 도망친다는 설도 있다.
이런 내용이 알려지면서, 1979년 발표된 PC 게임 《헤이안코 에일리언(平安京エイリアン)》에서는 엿이 적의 발을 묶는 아이템으로 등장한다. 포마드에 대해서는 여러 설이 있는데, 공통적으로 여자가 포마드에 약하다는 점을 보여준다. 여자에게 “포마드 포마드 포마드”라고 세번 외쳐 여자가 겁을 먹었을 때 도망친다는 설이 있고, 포마드 자체를 던지거나 뿌리거나 하면 그 냄새에 못이겨 패닉 상태를 일으켜 쫓아낼 수 있다고도 한다. 여자가 포마드를 싫어하게 된 이유는 여러 가지가 있는데, 여자를 수술하던 성형외과 의사가 머리에 바른 포마드 냄새가 너무 역해 치료 중에 무심코 고개를 돌려 입이 찢어졌다는 설이 가장 유력하다. 또 전에 사귀던 남자가 포마드를 바르고 있었기 때문이라는 설도 있
다. 한국에서는 붉은색으로 犬을 써 보여주면 도망친다는 설도 있다. '무슨색을 좋아하니?'라고 묻기도 한다는 이야기도 있다. 이럴때 없는 색을 대어 골똘히 생각하는 동안 무사히 도망칠 수 있다는 말도 있다.
입 찢어진 여자가 2층 위로는 가지 못하기 때문에 2층 이상의 건물로 도망치면 된다는 설도 있다. 그 밖의 것들로는 여자가 붙잡고 물었던 아이들이 육상부원이었기 때문에 잘 도망칠 수 있었다든가 하는 이야기도 있다.
그러나 사이타마에서 유포된 내용에서는 예쁘다고 대답하면 “그럼, 너도 나처럼 만들어줄게(じゃ、あなたも私のようにしてあげる)”라며 입을 찢는다. 예쁘지 않다고 하면 화를 내며 죽여버린다. 보통은 없으며, 다른 대답은 예쁘지 않은 것으로 간주해 살해한다. 즉, 만나면 반드시 죽게 된다.

## 기원
기후현 미노카모 시의 교육열이 강한 어머니의 모습이 유래라는 설과, 아이치현 근처의 한 어머니가 경제적 사정으로 아이를 학원에 보낼 수 없어 딸에게 지어낸 이야기가 여러 가지로 변화되어 전국에 퍼졌다는 설 등 여러 설이 있는데, 거의 나카쿄(中京) 지구에서 발생한 것으로 보며, 기후 현에서 발생했다는 생각이 뿌리 깊다.
다른 설로는, 축시의 주술(일본어: 丑の刻参り, うしのこくまいり 혹은 うしのときまいり)을 하던 여자가 입에 물고 있던 당근을 입이 찢어진 것으로 보았다는 설, 아이가 여성의 노출된 하반신을 보고 입이 찢어진 것으로 착각했다는 설도 있다.
CIA가 소문이 퍼지는 방법을 검증하기 위해 퍼뜨린 소문이라는 설도 있다.

## 영향
- 경찰차 출동
  - 후쿠시마현 고리야마시
  - 가나가와현 히라쓰카시
- 가정통신문에 주의사항 기입
  - 도쿄
- 집단 하교
  - 홋카이도 구시로시
  - 사이타마현 니자시

## 입 찢어진 여자를 소재로 한 문화 상품

### 영화
- 2007년. 토네이도 필름&프리미어 엔터테인먼트, 《나고야 살인사건(口裂け女)》
- 2008년 나고야 살인사건 2
- 2008년 나고야 살인사건 0: 비기닝

## 같이 보기
- 블러디 메리 (전설)
- 글래스고 스마일